# Chinezul Timișoara
El Chinezul Timişoara (en húngaro: Temesvári Kinizsi) fue un club de fútbol rumano de la ciudad de Timişoara, fundado en 1910 que jugó tanto en el campeonato de liga de Rumania como de Hungría, debido a la disputa de la región por estos países en el período de entreguerras.
El equipo dominó por completo el fútbol rumano en la década de 1920 al ganar seis campeonatos de liga consecutivos. Este registro sólo ha sido igualado 71 años más tarde por el Steaua Bucureşti.
Los colores del equipo eran rayas blancas y violetas y jugaron en el Stadionul Banatul, que fue inaugurado el 13 de octubre de 1913. Hoy en día este estadio, con capacidad para una multitud de 7.000 personas, es utilizado por el CFR Timişoara. 

## Historia
El club se fundó en 1910 bajo el nombre Temesvári Kinizsi SE con el apoyo de la Asociación de trabajadores ferroviarios locales. Recibió su nombre de Pál Kinizsi, un general del ejército del rey Matthias Corvinus. El equipo jugó su primer partido el 6 de mayo de 1911 en contra el Temesvári Atléták.
El Kinizsi entró en el sistema de la liga húngara en 1911, jugando en la división Sur del campeonato territorial. Se proclamaron campeones en tres ocasiones, en 1914, 1917 y 1918. Después de la Primera Guerra Mundial la ciudad se convirtió en parte del Reino de Rumanía y el club fue renombrado Chinezul Timişoara, que es el equivalente rumano del antiguo nombre del equipo (Pál Kinizsi se conoce como Pavel Chinezul en rumano). En la Divizia A conquistó seis títulos de liga consecutivos, desde la temporada 1921–22 hasta 1926–27, en una hazaña que sólo fue superada 71 años después por el Steaua Bucureşti.

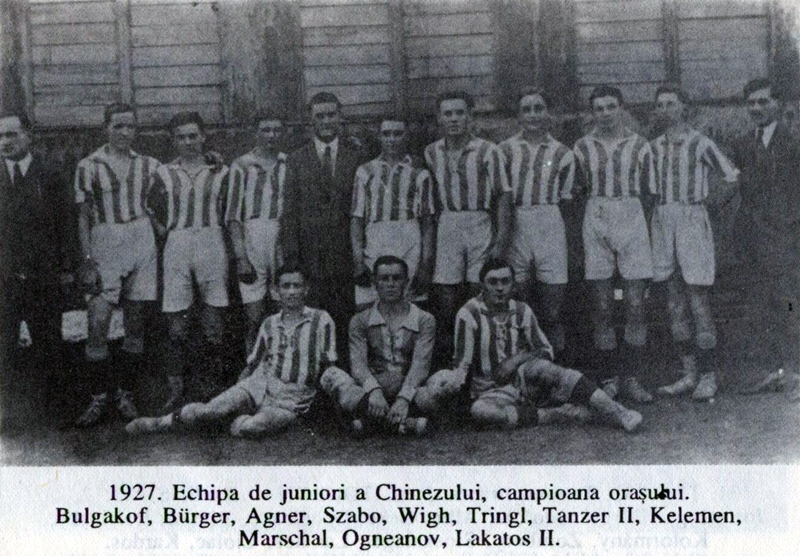
Imagen de la última plantilla campeona de Rumania del Chinezul en 1927.

A pesar de su éxito, el club entró en una severa crisis financiera en el otoño de 1927, que se agravó aún más cuando el presidente, el Dr. Cornel Lazăr, decidió dejar el club y fundar el Ripensia Timişoara. El club nunca se recuperó de la crisis y en agosto de 1936 el Chinezul Timişoara se fusionó con otro club local, el ILSA Timişoara y en 1939 hizo su última aparición en Divizia A.
Después de la Segunda Guerra Mundial siguió otra fusión, esta vez con el CAM Timișoara. Durante un breve período, el nuevo club fue nombrado Chinezul CAM Timişoara y desde 1946 fue nombrado simplemente CAM Timişoara. Esta última fusión también fue sinónimo de su desaparición oficial del fútbol rumano.

## Palmarés
Liga I:
- Campeón (6): 1921–22, 1922–23, 1923–24, 1924–25, 1925–26, 1926–27

## Jugadores destacados
- Gheorghe Tóth-Bedö
- Rudolf Matek
- Adalbert Ritter
- Ioan Hoffmann
- Blasius Hoksary
- Mihai Tänzer
- Iosif Kilianovitz
- Emerich Vogl
- Rudolf Wetzer
- Augustin Semler
- Paul Schiller
- Adalbert Rössler
- Ioan Teszler
- Paul Teleky
- William Zombory
- Rudolf Bürger
- Iosif Petschovsky